# Память Парижской Коммуны (сельсовет)
Память Парижской Коммуны сельсовет — административно-территориальная единица, входящая в состав городского округа город Бор (Нижегородская область, Россия).
Административный центр — посёлок Память Парижской Коммуны.

## Населенные пункты
Сельсовет включает 3 населенных пункта.
| № | Населённый пункт         | Тип населённого пункта          | Население |
| - | ------------------------ | ------------------------------- | --------- |
| 1 | Восход                   | посёлок                         | ↘8        |
| 2 | Жуковка                  | деревня                         | ↘96       |
| 3 | Память Парижской Коммуны | посёлок, административный центр | ↘3519     |